# Sender Anninger
Die Sendeanlage Anninger, auch als Richtfunksender Vierjochkogel bekannt, ist eine Sendeanlage am Anninger, am östlichen Rand des Wienerwaldes und ist weithin im Wiener Becken sichtbar. Er steht auf dem Gemeindegebiet von Gaaden.
Der heute existierende Sender besteht seit dem Jahr 1956 und ist eine Richtfunkstation der A1 Telekom Austria. Der genaue Standort ist der Vierjochkogel am großen Anninger in einer Seehöhe 650 m ü. A. Der Sender selbst ist ein hoher Stahlfachwerkbau. Die Stromversorgung erfolgt über eine Freileitung, die von Osten auf den Anninger geführt wird.
Erreichbar ist der Sender über eine nicht öffentliche asphaltierte Straße vom nahegelegenen Anningerhaus. Am Standort des heutigen Senders befanden sich auch schon im Zweiten Weltkrieg zwei kleinere Wehrmachtssender. Dabei hat es sich um Funksender der Luftwaffe gehandelt.
Außerhalb des heute eingezäunten Areals befinden sich noch Mauerreste, die vermutlich von einem Wasserbehälter stammen.
Der Sender hat eine Entfernung zum Fernmeldeturm Arsenal in Wien von 17,5 km. Mit dem Sender wird die Südstrecke des Richtfunknetzes der Telekom bestritten. Bis zum Bau des Senders am Exelberg 1978 wurde auch die Weststrecke über den Anninger weiter zum Sender Jauerling abgewickelt.
Zusätzlich zu den Richtfunksendeanlagen sind auch Sender für den analogen Feuerwehrfunk in Niederösterreich auf der Anlage platziert, wodurch bessere Verbindungen im Wienerwald erzielt werden.